# Gayenna moreirae
Gayenna moreirae är en spindelart som först beskrevs av Cândido Firmino de Mello-Leitão 1915.  
Gayenna moreirae ingår i släktet Gayenna och familjen spökspindlar. Inga underarter finns listade i Catalogue of Life.